# Карачинский, Анатолий Михайлович
Анато́лий Миха́йлович Карачи́нский (род. 12 июля 1959, Москва) — российский топ-менеджер и предприниматель, президент IBS Group, общественный деятель, член подгруппы «Инновационное развитие» рабочей группы по формированию в России системы «Открытое правительство», член правления Российского союза промышленников и предпринимателей.

## Биография
В 1981 году окончил Московский институт инженеров железнодорожного транспорта (сегодня — Российский университет транспорта), курс ЭВМ, факультет «Техническая кибернетика», специальность — инженер-системотехник.
В 1981—1986 годах — работал в вычислительном центре при Всесоюзном научно-исследовательском институте железнодорожного транспорта.
В 1986—1988 годах — директор австрийской компании Prosystem. В 1988—1992 годах — технический директор совместного с Prosystem предприятия «Интермикро».
В 1992—1997 годах — президент IBS. В 1997—2021 годах — президент IBS Group. В 2001—2019 годах — председатель совета директоров Luxoft.
Анатолий Карачинский участвовал в создании Международного детского компьютерного клуба, и в настоящее время является членом его правления, Международного компьютерного клуба, «Клуба 2012».
В январе 2019 года Карачинский и Масоцкий продали компанию Luxoft американской IT-компании DXC Technology примерно за $2 млрд.
В 2022 году Карачинский вышел из совета директоров IBS, из состава акционеров «ИБС Холдинг», холдинговой компании «ИБС Ит Услуги», и перестал быть бенефициаром группы компаний IBS. Долю в холдинге (75%) выкупил его операционный менеджмент.
В 2022 году швейцарский разработчик программного обеспечения Luxoft передал российские активы группе компаний IBS.
Женат, имеет сыновей Романа и Ивана.

## Санкции
В апреле 2022 года, из-за вторжения России на Украину, Карачинский попал в санкционный SDN список США, предполагающий запрет на въезд и блокировку активов в США. 4 мая 2022 года внесён в санкционный список Украины. 19 мая 2023 года министерство финансов США исключило из санкционного списка Анатолия Карачинского, что стало первым с начала российского вторжения случаем снятия санкций с крупного российского бизнесмена.

## Достижения и награды
Составителями рейтингов «DATOR Top100» (в 1994, 1995, 1996, 1997 и 1998 годах) и «Top-Profi» (в 1995, 1996, 1997, 1998 и 1999 годах), Анатолий Карачинский назывался одной из наиболее авторитетных личностей компьютерного бизнеса России. По итогам ежегодного опроса Top-Profi’2000 признан персоной, проявившей наибольшую активность по развитию потенциала компьютерного рынка России.
В 2002 году Анатолий Карачинский стал первым российским бизнесменом, включенным в список «Звезд Европы» журнала Businessweek, он был признан одним из пятидесяти лидеров, находящихся в авангарде положительных изменений в Европе.
Кроме того, IBS Group с 2004 года занимает первую позицию в списке крупнейших консалтинговых групп России, по мнению «Эксперт РА».
В 2021 году Карачинский с состоянием в 800 млн долларов занимал 149 место в списке богатейших бизнесменов России по версии Forbes.